# Medalla al Mérito en el Desarrollo de la Energía Nuclear
La Medalla al Mérito en el Desarrollo de la Energía Nuclear (en ruso: Медаль «За заслуги в освоении атомной энергии») es una condecoración estatal de la Federación de Rusia, destinada a reconocer los logros en la industria nuclear. Fue establecida por decreto presidencial N.º 133 del 16 de marzo de 2015, fecha que marcaba el 70.º aniversario de la industria nuclear rusa. El mismo decreto también estableció el título de «Trabajador de Honor de la Industria Nuclear de la Federación de Rusia» y aprobó el Reglamento de la medalla y su descripción.

## Estatuto
La Medalla al Mérito en el Desarrollo de la Energía Nuclear se otorga a los ciudadanos de la Federación de Rusia por sus logros en el campo de la investigación, el desarrollo y el uso de la energía nuclear, por sus contribuciones en seguridad nuclear y capacitación, y por otros logros en el desarrollo de la energía atómica rusa, capacidades defensivas, intereses nacionales, y cooperación internacional. Los extranjeros también pueden recibir la medalla por su contribución al desarrollo de la industria nuclear de la Federación de Rusia.
Como regla general, la medalla se otorga con la condición de que la persona nominada para recibir la medalla tenga premios de autoridades estatales federales, otros organismos estatales federales o autoridades estatales de las entidades constituyentes de La Federación de Rusia.
La Medalla al Mérito en el Desarrollo de la Energía Nuclear se usa en el lado izquierdo del pecho y, en presencia de otras medallas de la Federación de Rusia, se sitúa justo después de la Medalla al Desarrollo del Ferrocarril.
Para ocasiones especiales y posible uso diario, se proporciona una copia en miniatura de la medalla, que se coloca después de la copia en miniatura de la Medalla al Desarrollo del Ferrocarril. Al llevar la cinta de la medalla en la tapeta, se ubica después de la cinta de la Medalla al Desarrollo del Ferrocarril.

## Descripción
Es una medalla de plata circular dorada de 32 milímetros de diámetro con bordes elevados tanto en el anverso como en el reverso.
En el anverso de la medalla hay el símbolo del átomo, encima de imágenes de un rompehielos nuclear, un submarino nuclear y una planta de energía nuclear. Todas las imágenes en el anverso de la medalla están grabadas. En el reverso está la inscripción «Por mérito en el desarrollo de la energía nuclear» (en ruso: «ЗА ЗАСЛУГИ В ОСВОЕНИИ АТОМНОЙ ЭНЕРГИИ»), con las letras «N.º» y el número de serie de la medalla en relieve debajo de la inscripción.
La medalla está conectada con un ojal y un anillo a un bloque pentagonal cubierto con una cinta de muaré de seda con tres franjas longitudinales de igual ancho: dos son de color azul claro en los bordes y una es roja en el medio. Entre las rayas y a lo largo de los bordes de la cinta hay rayas blancas estrechas. El ancho de la cinta es de 24 mm y el ancho de las rayas blancas de 1 mm.